# Chapelle Saint-Véran d'Orgon
La chapelle Saint-Véran est une chapelle romane en ruines située à Orgon, dans le département français des Bouches-du-Rhône en région Provence-Alpes-Côte d'Azur.

## Localisation
La chapelle, entourée de pins, est isolée dans les champs à deux kilomètres au nord-ouest du village.
On y accède par le chemin de Saint-Véran, un chemin de 800 mètres partant de la route D26.

La chapelle dans les champs, entourée de pins
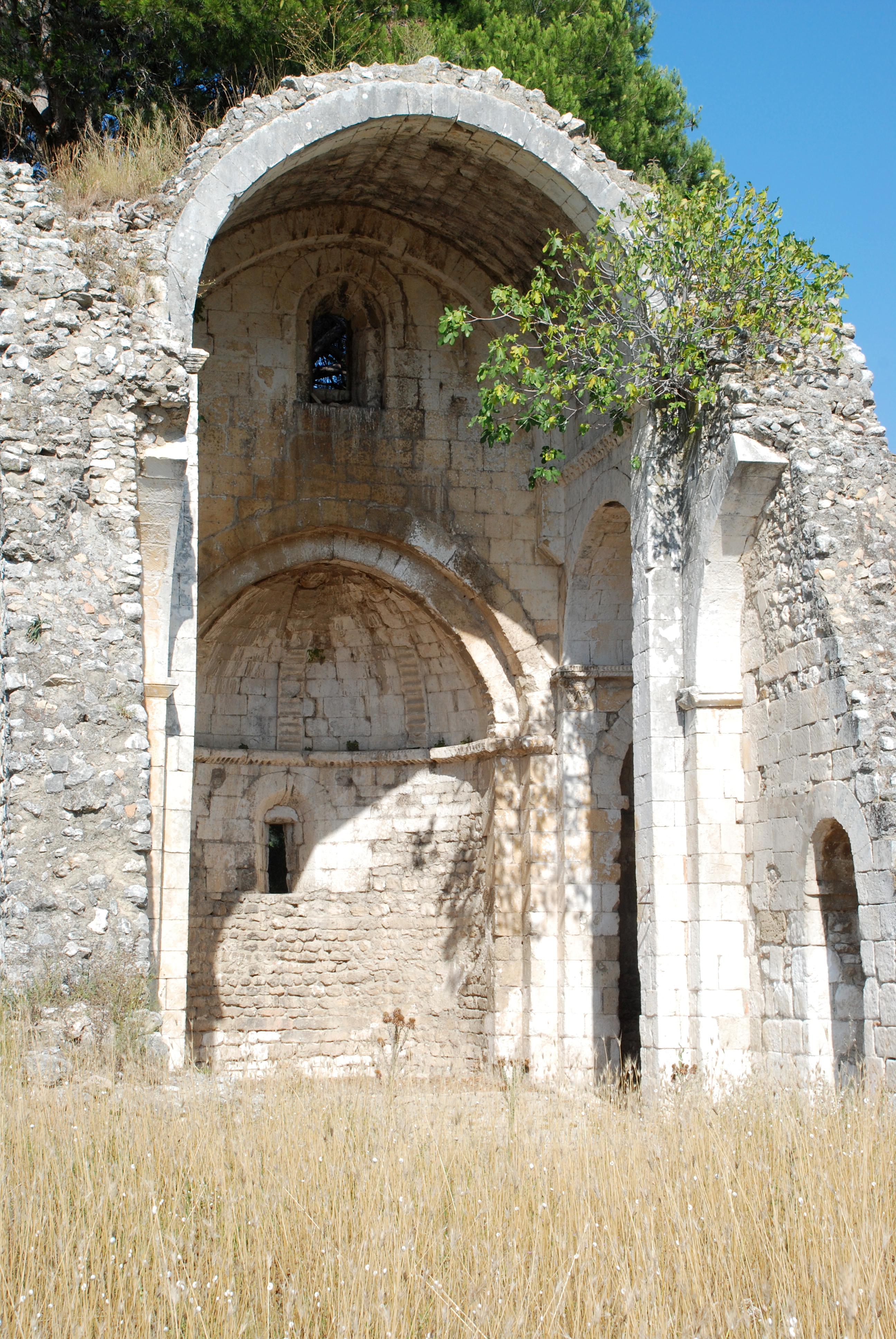
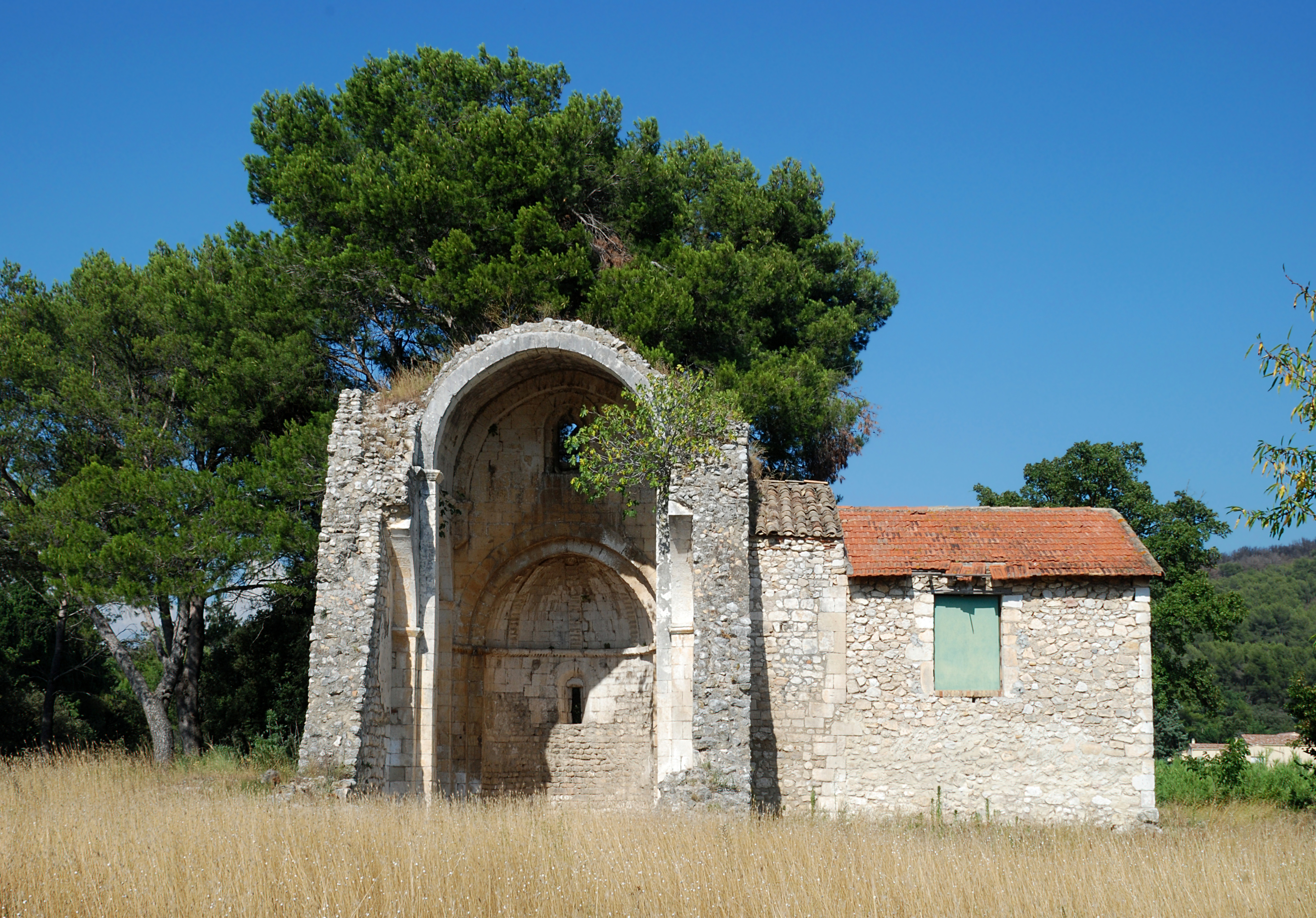

## Historique
Élevée en l’honneur de Saint Véran, évêque de Cavaillon, elle fut pillée et démolie par les sarrasins, puis rebâtie au Xe siècle. La chapelle actuelle date du XIIe siècle. 
Elle fut démolie par son premier propriétaire après la révolution, ce qui explique son état actuel. Le cabanon accolé a été construit avec les débris du monument. Elle est maintenant la propriété de Mr Eric-Paul Mallet
Elle fait l'objet d'un classement au titre des monuments historiques depuis le 10 mars 1921

## Architecture
La chapelle est complètement en ruines : il ne subsiste plus que le chœur, la croisée et le bras droit du transept ainsi qu'une partie de la dernière travée de la nef.
Elle est édifiée en pierre de taille mais les nombreuses réfections et consolidations ont été effectuées en moellon.
Le chœur, voûté en cul-de-four et percé d'une fenêtre absidiale unique, est orné d'une intéressante corniche combinant, chose assez rare, une double frise de dents de scie sur sa face antérieure et une frise de dents d'engrenage sur sa face inférieure. Sous la corniche se trouve un bas-relief figurant une palmette en éventail dont le motif très stylisé évoque la frise de dents d'engrenage située au-dessus d'elle.
L'arc triomphal, double et légèrement brisé, est surmonté d'une fenêtre. Au piédroit de cet arc triomphal se trouve un remarquable bas-relief figurant deux palmettes opposées.
La croisée du transept est recouverte d'une voûte en berceau légèrement brisé et ornée sur ses faces latérales d'une corniche sculptée.
La corniche du bras droit du transept est ornée d'une frise de tresse surmontée d'une petite frise de dents d'engrenage. À son point de départ, cette corniche s'appuie sur un bloc sculpté orné de rinceaux, de dents de scie.

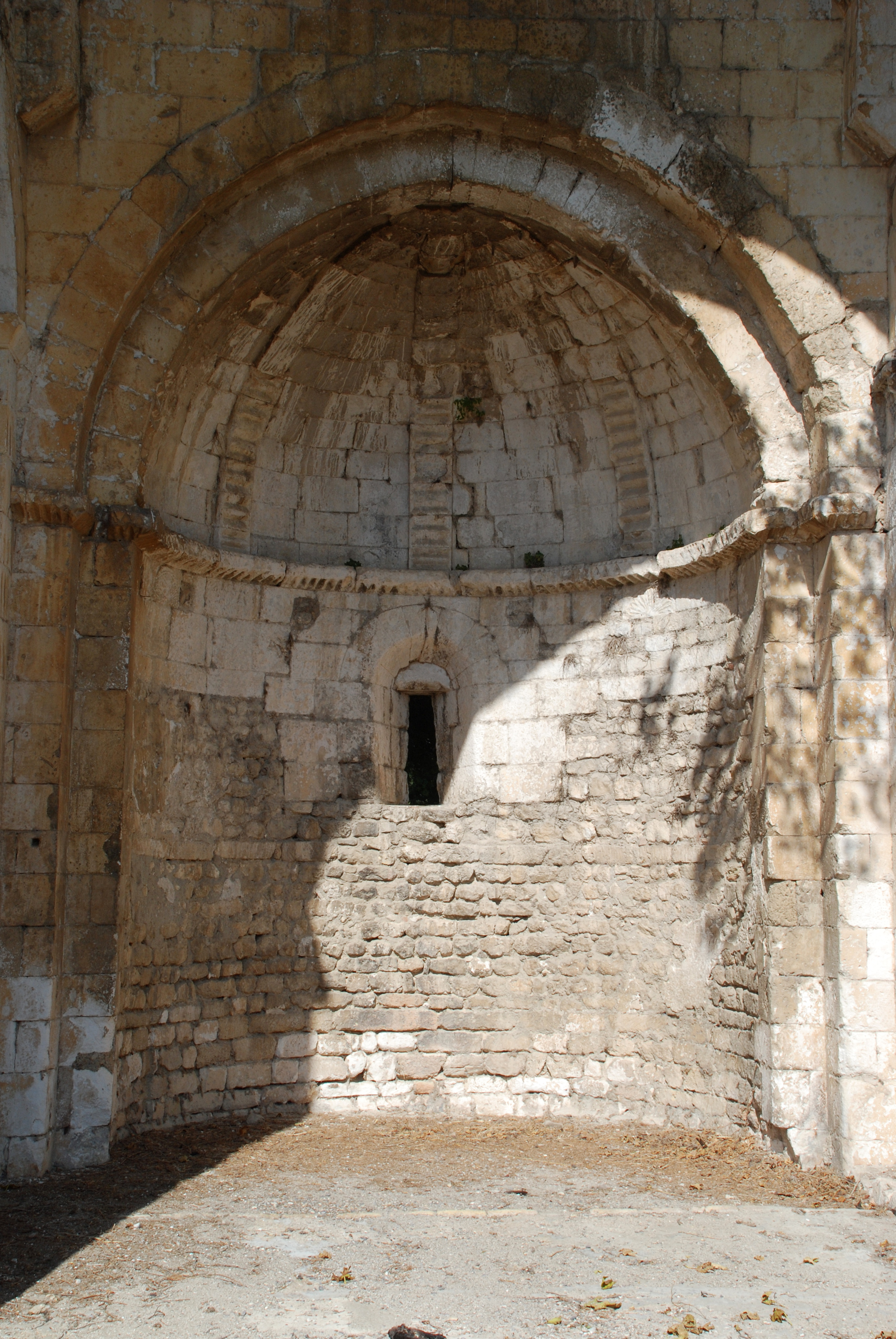
Le chœur.
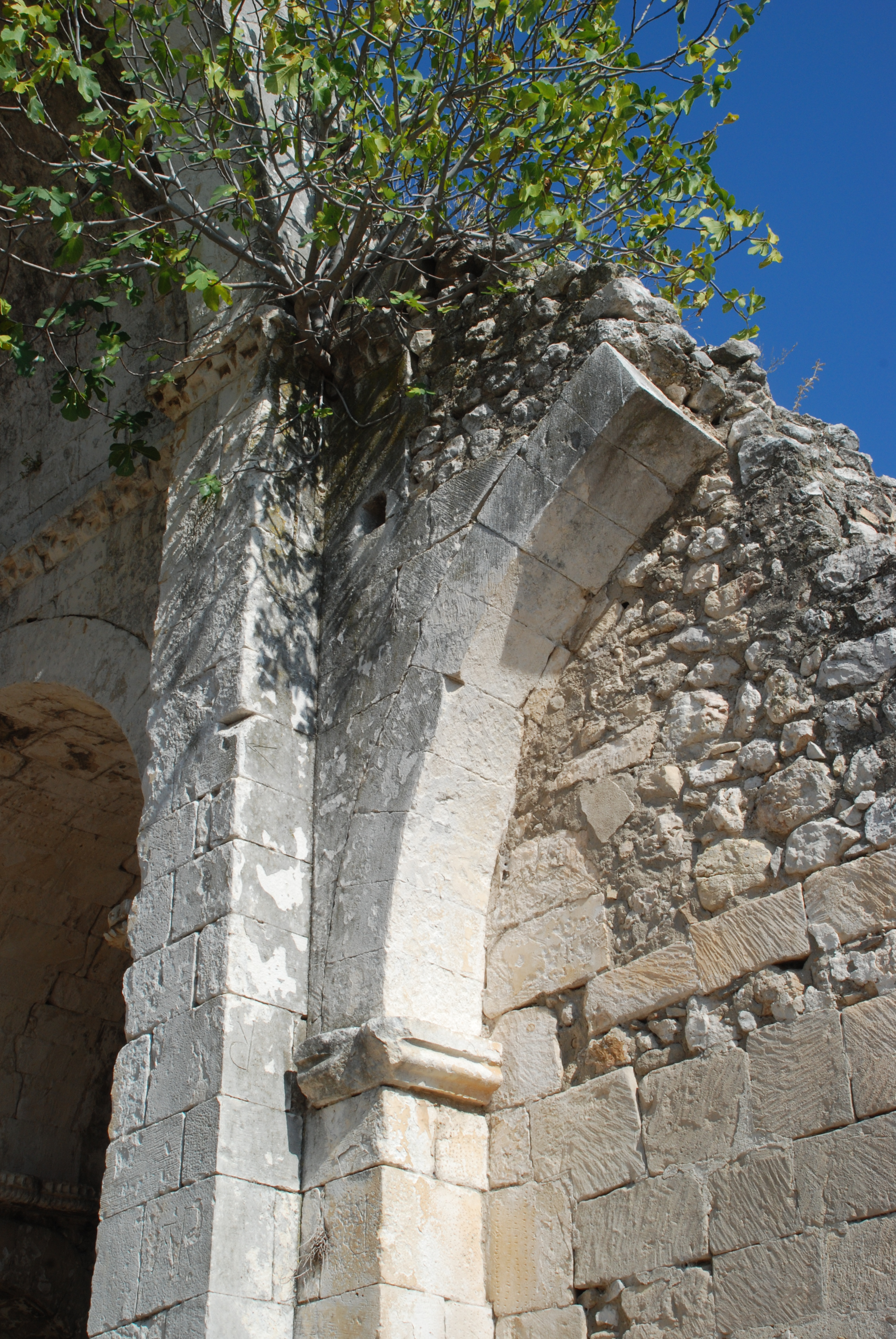
Arc de la nef.
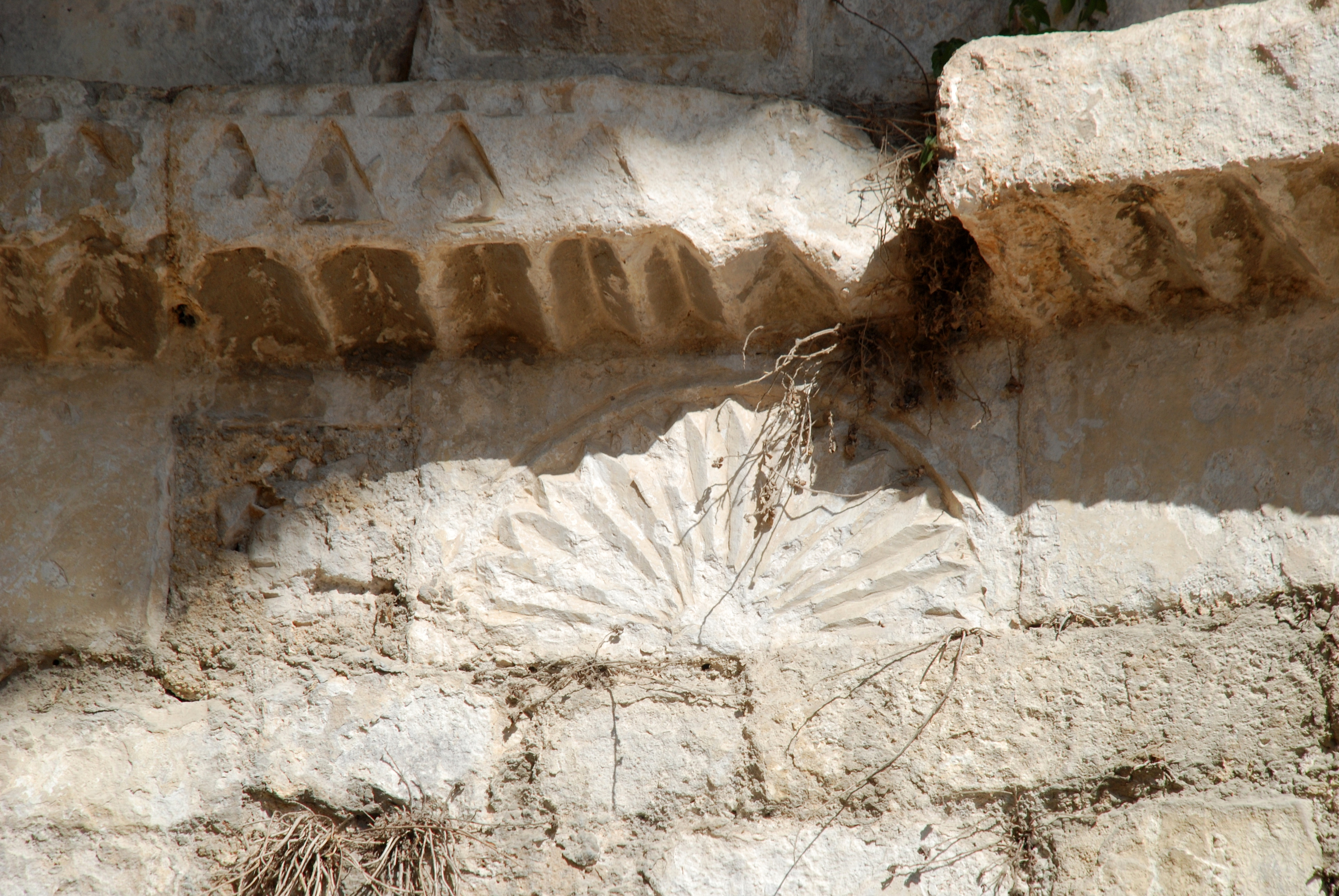
Palmette en éventail et corniche du chœur ornée d'une double frise de dents de scie et d'une frise de dents d'engrenage.
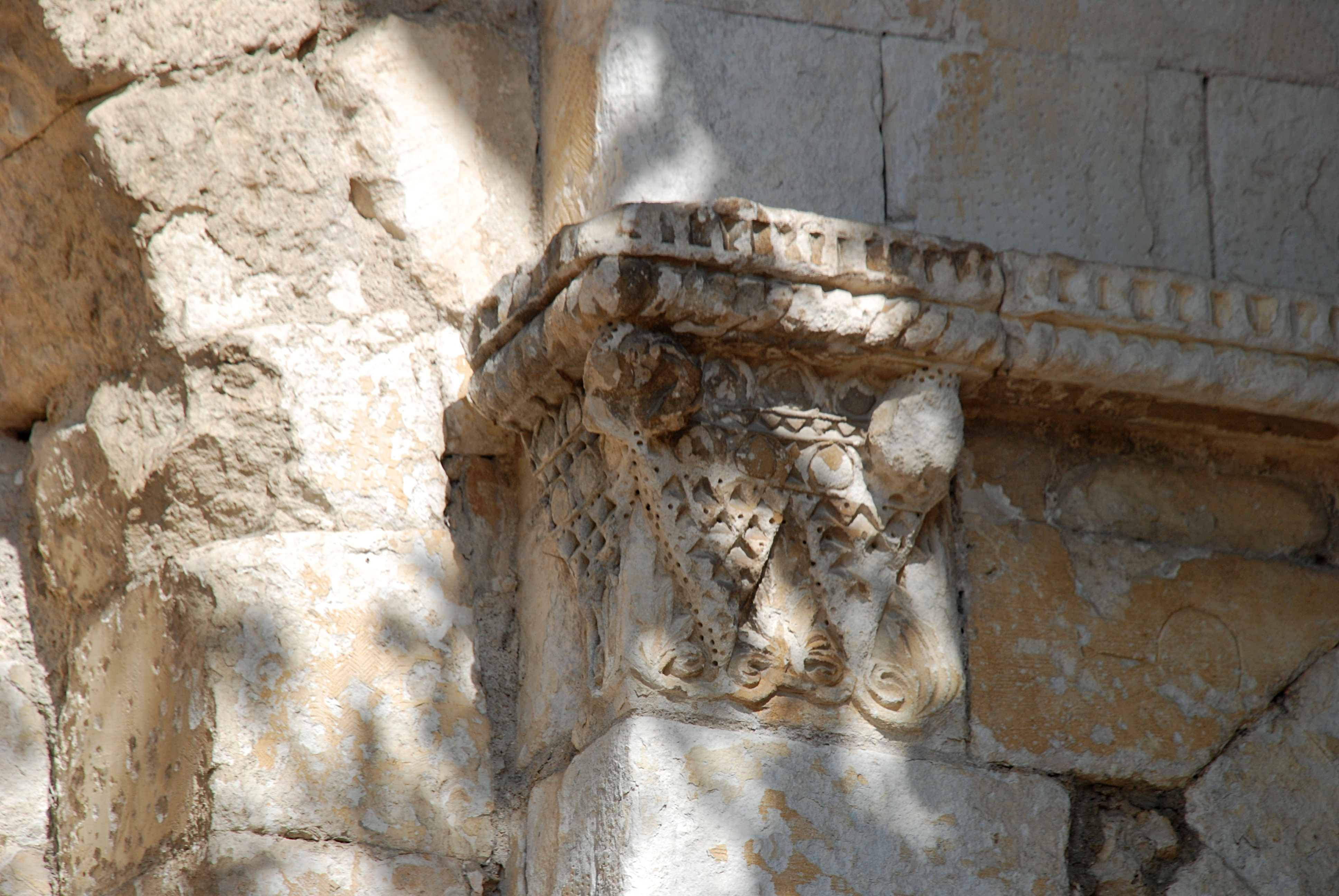
Départ de la corniche du bras droit du transept ornée d'une petite frise de dents d'engrenage et d'une frise de tresses.
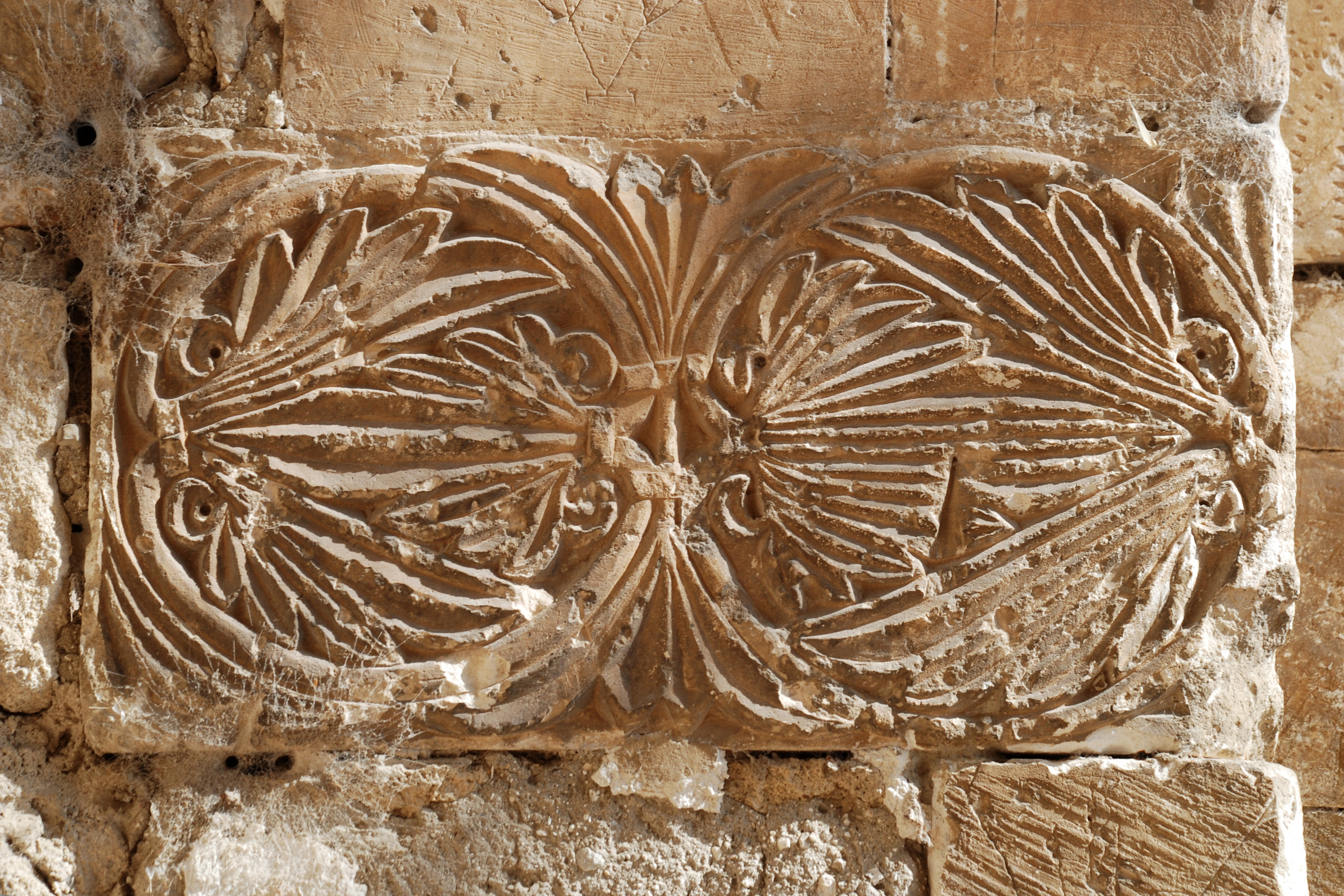
Bas-relief figurant deux palmettes opposées (au piédroit de l'arc triomphal).